# おもてなし 即レス英会話
『おもてなし 即レス英会話』（おもてなし そくれすえいかいわ）は、NHK教育テレビで2020年3月30日から9月24日まで放送されていた語学番組。本稿では、同番組の続編として同年9月28日から放送されている『もっと伝わる! 即レス英会話』（もっとつたわる そくれすえいかいわ）についても扱う。

## 概要
『おもてなしの基礎英語』の後継番組であり、訪日外国人や在日外国人から話しかけられたときに瞬時に応対できる能力やフレーズを学んでいく。月曜から水曜の放送で一つずつフレーズを取り上げていき、木曜日の放送は同じ週の復習回となる。前番組とは違い生徒役のタレントは置いておらず、講師と進行役のみで番組を進行する形態となっている。
『おもてなし 即レス英会話』としては半年で終了するが、翌週からフォーマットを引き継いだ続編として『もっと伝わる! 即レス英会話』がスタート。半年後の2021年3月25日を以って一区切りとして、翌週の3月29日からはタイトルはそのままにシーズン2がスタートしたが、その半年後の9月23日の放送を以ってひとまず終了となる。後番組は『大西泰斗の英会話☆定番レシピ』であるが、ナレーターの福ノ上以外の出演者は一新される。
タイトルロゴは『おもてなし - 』はオレンジ、『もっと伝わる! - 』となってからはシーズン1が黄緑、シーズン2が水色である。

## 出演者
コーチ（講師）
- 高山芳樹（東京学芸大学教授）

トレーナー（進行）
- ハリー杉山 - 『おもてなしの基礎英語』から続投。
- アダムス亜里咲 - 『おもてなしの基礎英語』リポーターから実質的に昇格。

ナレーション
- 福ノ上達也 - 本番組の源流の一つである『しごとの基礎英語』でも長年ナレーションを務めていた。

以上の出演者は、『おもてなし - 』『もっと伝わる! - 』とも共通。

### ストーリー出演
おもてなし 即レス英会話
（以下の出演者のうち1名が、週替わりで登場。全員が本番組の前身番組へのレギュラー出演経験がある）
- 篠山輝信 - 『しごとの基礎英語』でも4シーズンにわたって生徒役として出演していた。
- 宮﨑香蓮 - 2018年度『おもてなしの基礎英語』でもストーリー出演者を務めていた。
- 中川翔子 - 2019年度『おもてなしの基礎英語』でも生徒役として出演していた。
- 坂下千里子 - 『おとなの基礎英語』でも3シーズンにわたって生徒役として出演していた。

もっと伝わる! 即レス英会話
（以下の出演者のうち1名が、日替わりで登場。括弧内はストーリー上の役名）
- 八村倫太郎（ショウ）
- 川口ゆりな（ミク）
- 清水ゆみ（アサミ） - 『しごとの基礎英語』でもストーリー出演者を務めていた。
- 河内浩（マコト）

## 放送時間
本放送
- 月 - 木曜日 23:20 - 23:30

再放送
- 火 - 金曜日 10:15 - 10:25（前日分を再放送）

## 新型コロナウイルスの影響
番組開始から間もなく、新型コロナウイルス感染症にともなう緊急事態宣言を受け、局の方針により本番組も収録を一時中止した。5月中までの放送は収録済みであったため予定通り放送されたが、この影響で6月1日から6月25日までは初回からの放送分のアンコール放送で凌ぐことになった。6月29日より新規放送を再開したが、ソーシャルディスタンスへの配慮からスタジオではハリーとアダムスの2名のみで進行することになり、高山は別室からモニター越しにコメントする形に変更された。